# Escuadrón Doscientos Uno
Escuadrón Doscientos Uno är en ort i Mexiko.   Den ligger i kommunen Matamoros och delstaten Coahuila, i den centrala delen av landet, 800 km nordväst om huvudstaden Mexico City. Escuadrón Doscientos Uno ligger 1 119 meter över havet och antalet invånare är 1 066.
Terrängen runt Escuadrón Doscientos Uno är mycket platt. Runt Escuadrón Doscientos Uno är det ganska tätbefolkat, med 129 invånare per kvadratkilometer. Närmaste större samhälle är Torreón, 16,1 km söder om Escuadrón Doscientos Uno. Trakten runt Escuadrón Doscientos Uno består till största delen av jordbruksmark.